# Ectropis ischnadelpha
Ectropis ischnadelpha là một loài bướm đêm trong họ Geometridae.